# Biserica Sfântul Nicolae din Roșcani
Biserica „Sfântul Nicolae” (până în anii 1920 biserica „Sfânta Varvara”) a fost un lăcaș de cult ortodox din satul Roșcani, raionul Anenii Noi, Republica Moldova. Este un monument arhitectural și istoric de importanță națională inclus în Registrul monumentelor Republicii Moldova ocrotite de stat cu nr. 132 (raionul Anenii Noi), sub numele „Biserica «Sf. Ioan Teologul»”. Datează din 1820 și a fost demolată în 1944.

## Istorie
Biserica din satul Roșcani a fost edificată din piatră în 1820, purtând inițial hramul „Sfânta Varvara”. Hramul a fost schimbat în „Sfântul Nicolae” în anii 1920, în urma unei renovări. În toamna lui 1944 a fost redusă la ruine în timpul operației militare „Capul de pod de la Varnița”, câteva proiectile de artilerie anihilând punctul de foc de pe clopotniță.

### Biserica nouă
La 7 ianuarie 1990, circa 400 de consăteni au votat unanim pentru construcția unei noi biserici. Temelia altarului a fost sfințită la 18 februarie 1990. Edificiul a fost construit în perioada martie – octombrie 1990. Începând cu anul 1991, anual la 9 octombrie se sărbătorește hramul „Sfântul Ioan Teologul”.

Biserica nouă (1990)
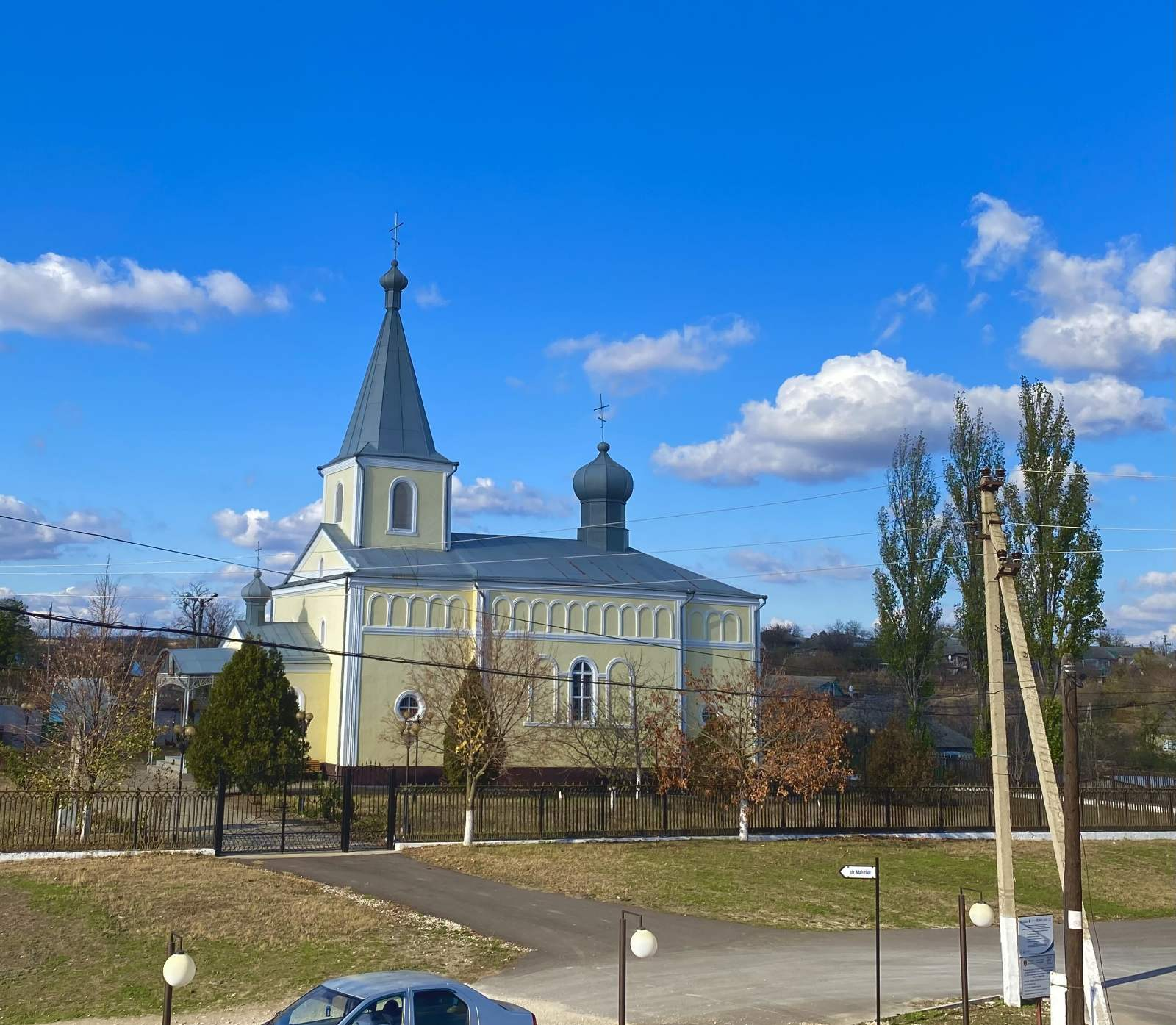
Exterior
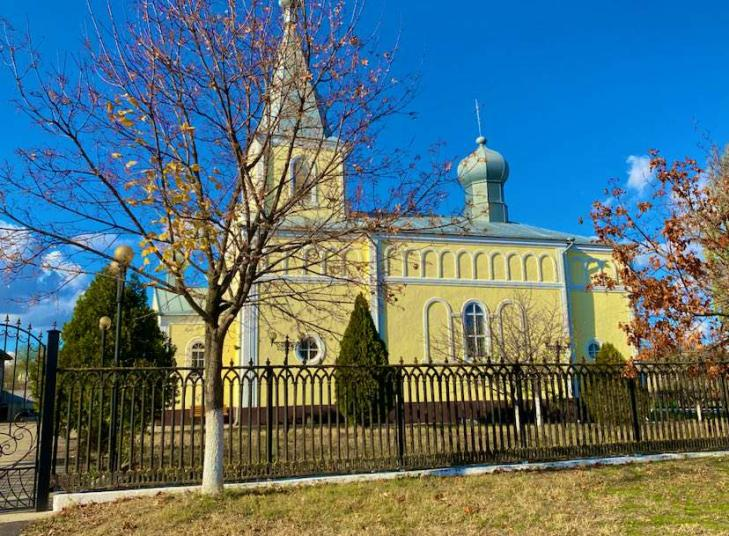
Clădirea bisericii
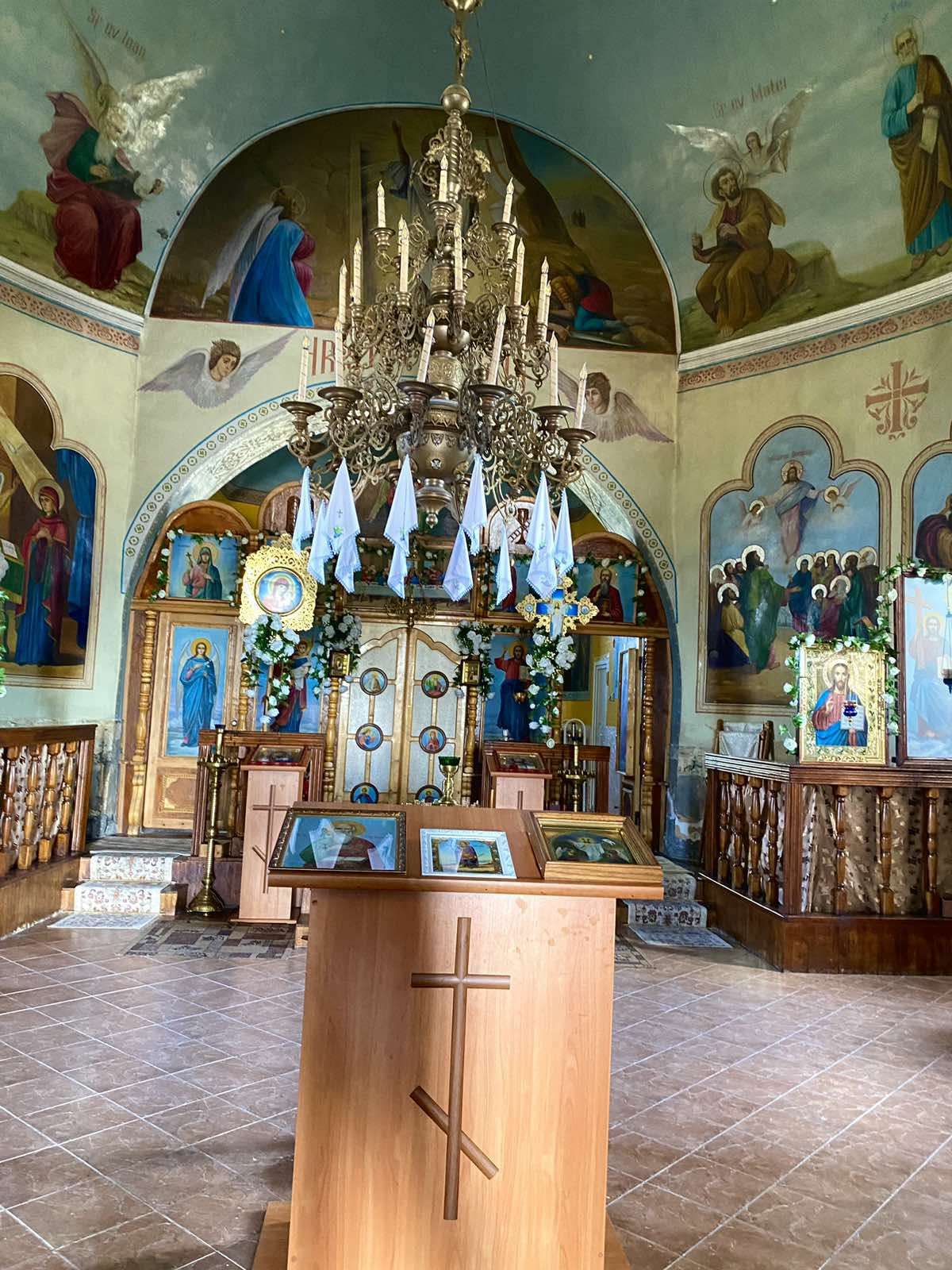
Interior